# کتاب آشپزی

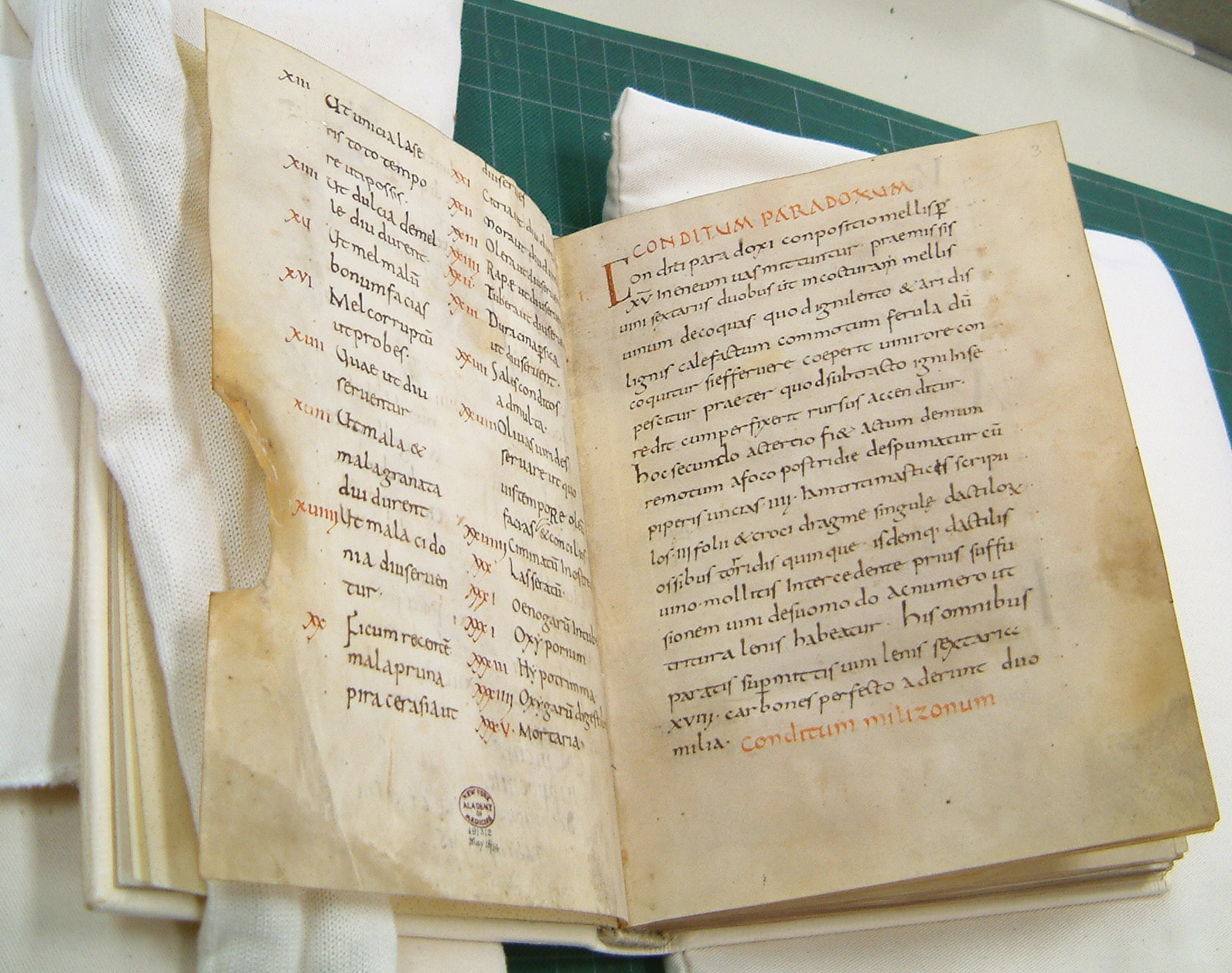
کتاب آشپزی اپیسیوس مربوط به ۹۰۰ میلادی

کتاب آشپزی به کتابی گفته می‌شود که دارای مجموعه‌ای از دستور العمل‌های تهیه انواع غذا، ترشی، مربا، دسر، پیش غذا، سالاد و نظیر آن است. کتاب‌های آشپزی امروزی دارای نکات مختلف آشپزخانه با صفحات رنگی هستند. قدیمی‌ترین کتاب آشپزی اروپایی به زبان لاتین بوده‌است.